# Handbremse

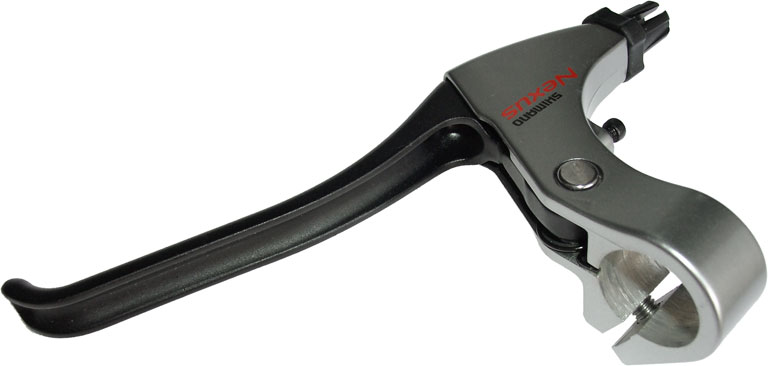
Handhebel einer Fahrradbremse

Als Handbremsen werden Bremsanlagen bezeichnet, die mit Muskelkraft von Hand betätigt werden.

## Varianten

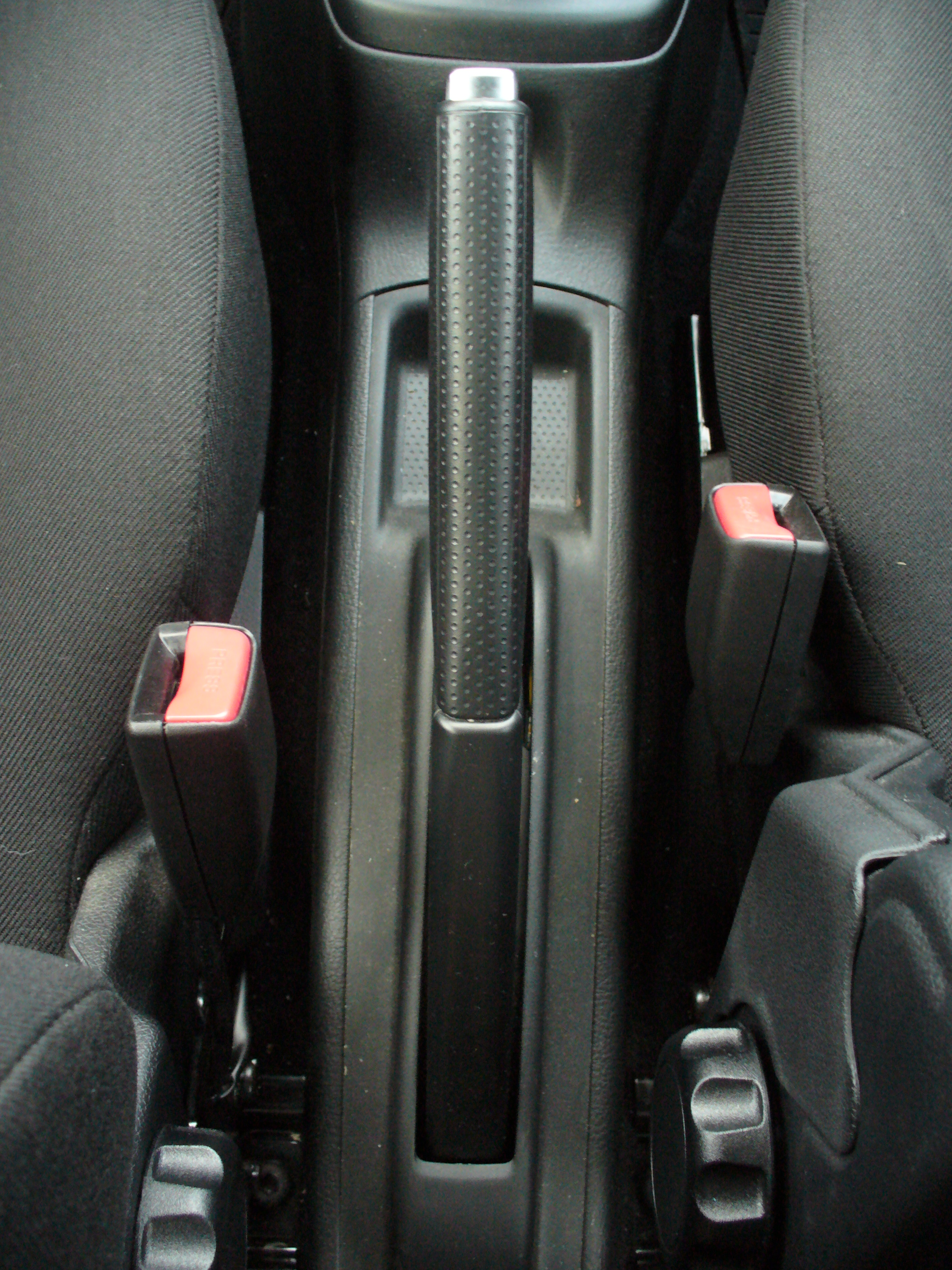
Handhebel einer Pkw-Feststellbremse

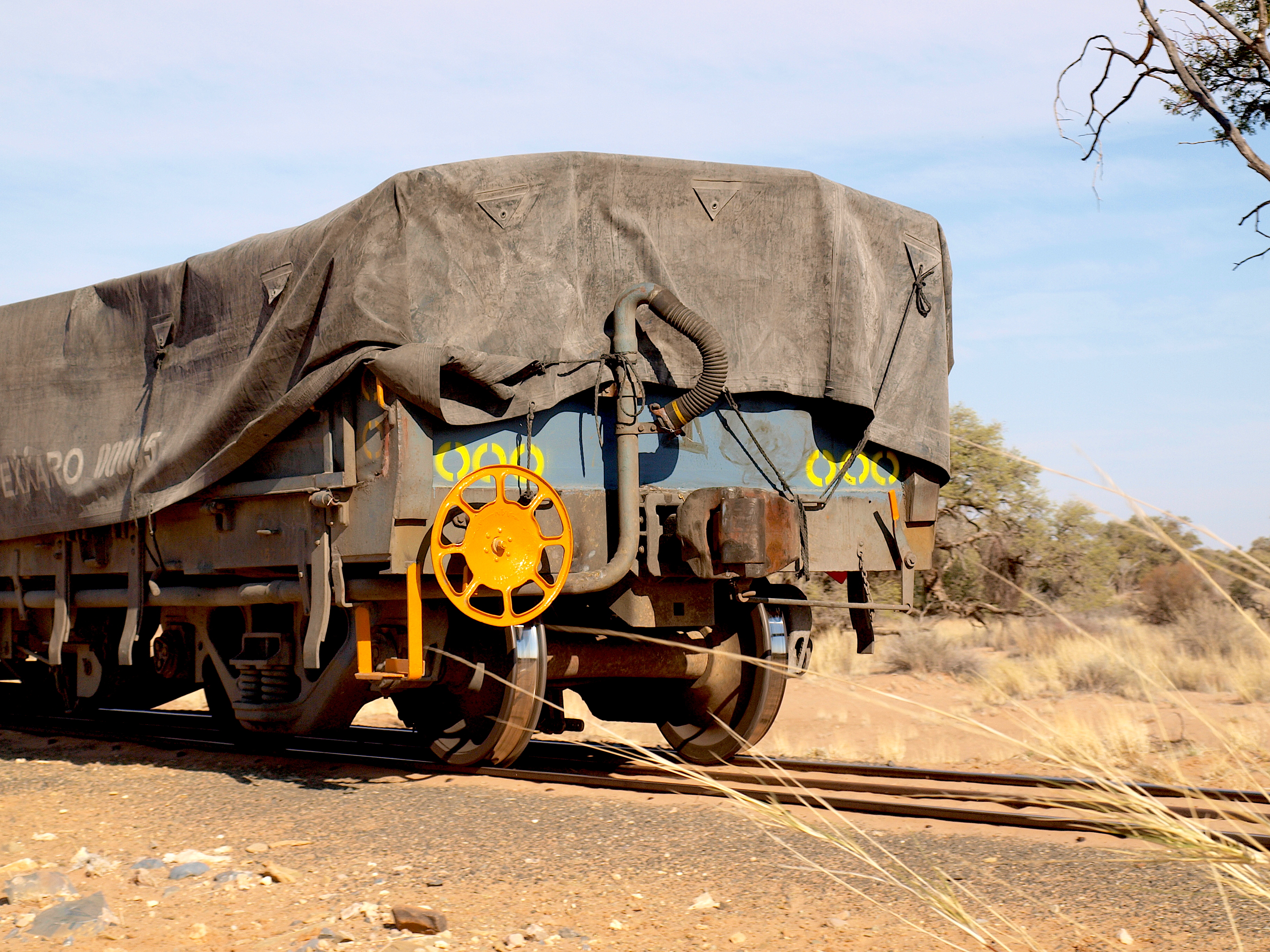
Orange bodenbedienbare Feststellbremse eines Güterwagens in Namibia

In den meisten Fällen werden Bremsklötze oder Bremsbacken mit einem Handhebel oder einem Kurbelgetriebe gegen die Lauffläche, die Felgen oder die Bremsscheiben der Fahrzeugräder gedrückt und durch die Reibung deren Drehbewegung gemindert. Die Hebel und Kurbeln können die Bremsklötze direkt oder über weitere Gestänge oder Seilzüge betätigen.
Bei Schienenfahrzeugen war die Mechanische Bremse ursprünglich als Handbremse ausgelegt.
In der Kraftfahrzeugtechnik wird die meist handbetätigte Feststellbremse auch als Handbremse bezeichnet. In neueren Pkw wird zunehmend eine elektrische Feststellbremse verwendet.
Für körperbehinderte Menschen, die die standardmäßige Pedalerie ihres Fahrzeuges nicht oder nur eingeschränkt nutzen können, erfolgt häufig eine Umstellung der Betriebsbremse auf eine Bedienung von Hand. Dies wird in diesem Kontextbereich ebenfalls als Handbremse bezeichnet, ungeachtet der Verwechslungsmöglichkeit mit der Feststellbremse. In manchen Fahrzeugen (vorwiegend Mercedes) wird die Feststellbremse auch durch ein Pedal betätigt.
Historisch war die Handbremse im Automobil die Notbremse, die man nur in Sonderfällen einsetzen sollte, denn sie griff härter als die Fußbremse. Heute ist das umgekehrt.
Fahrräder haben zumeist mindestens eine Handbremse; siehe Fahrradbremse. Dreirädrige Fahrräder benötigen eine feststellbare Handbremse gegen Entrollen.
Motorisierte Zweiräder haben typisch genau eine Handbremse rechts, wo der Gasgriff sitzt – und links den Handhebel für die Kupplung. Motorräder mit Beiwagen haben eine Feststellbremse.
Kinderwagen haben gegen Entrollen eine formschlüssige Arretiermöglichkeit oder Bremse, beides kann fuß- oder handbedient sein.
Handgezogene Wagen in der Industrie können eine Bremse aufweisen, die durch das Eigengewicht der Zugdeichsel eingebremst werden, wenn diese ausgelassen wird.
Bei Straßenbahn- und Eisenbahnfahrzeugen dient die Handbremse sowohl zur Sicherung gegen Entlaufen als auch zum Regulieren der Geschwindigkeit für bestimmte Rangierbewegungen und zum Anhalten von Zügen bei gestörter Druckluftbremse. Zu unterscheiden sind bodenbedienbare Feststellbremsen, die nur zum Sichern gegen unbeabsichtigte Bewegungen nutzbar sind, und vom Fahrzeug aus bedienbare Handbremsen, die auch in der Bewegung benutzt werden können. Sie werden vom Fahrzeug aus bedient, sind meistens als Spindelbremse ausgeführt und wirken direkt (mechanisch) auf die Bremsklötze des Fahrzeugs. Bei Drehgestellfahrzeugen wirkt die Handbremse häufig nur auf ein Drehgestell. Insbesondere bei neueren Triebwagen und Lokomotiven ist an Stelle der Spindelhandbremse häufig eine Federspeicherbremse als Feststellbremse vorhanden.